# Canela (Río Grande del Sur)
Canela es un municipio localizado en el estado de Río Grande del Sur. Separado de Gramado por el Valle del Quilombo, conforma junto con su ciudad vecina el polo turístico más importante de Río Grande del Sur y uno de los más concurridos del país.
Su nombre se debe a la presencia de la "caneleira", un árbol típico de la región.
La ciudad es famosa como base para practicar actividades ecoturísticas.
Entre sus muchos puntos turísticos se destacan el Parque Estatal del Caracol, con la famosa cascada del mismo nombre (cascada del Caracol, de 131 metros de caída) y el parque da Ferradura.
La ciudad alberga una de las más importantes catedrales de la región, cuya patrona es Nuestra Señora de Lourdes. Localmente, se la conoce como "Iglesia de piedra", pues fue realizada en basalto en estilo gótico inglés.
Otro monumento destacable es el "Castillito", una casa de principios del siglo XX construida en estilo típico europeo. En sus instalaciones funciona un museo y una confitería donde se sirve Apfelstrudel acompañado de té de manzanilla.

## Galería de imágenes

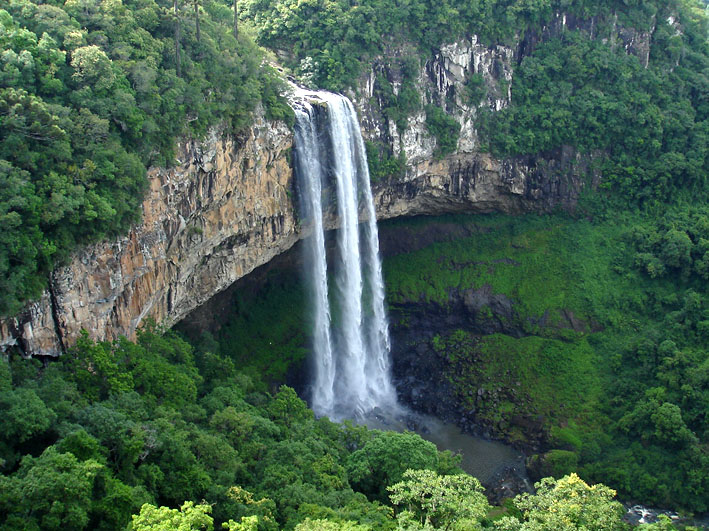
Cascada del Caracol, en Canela.
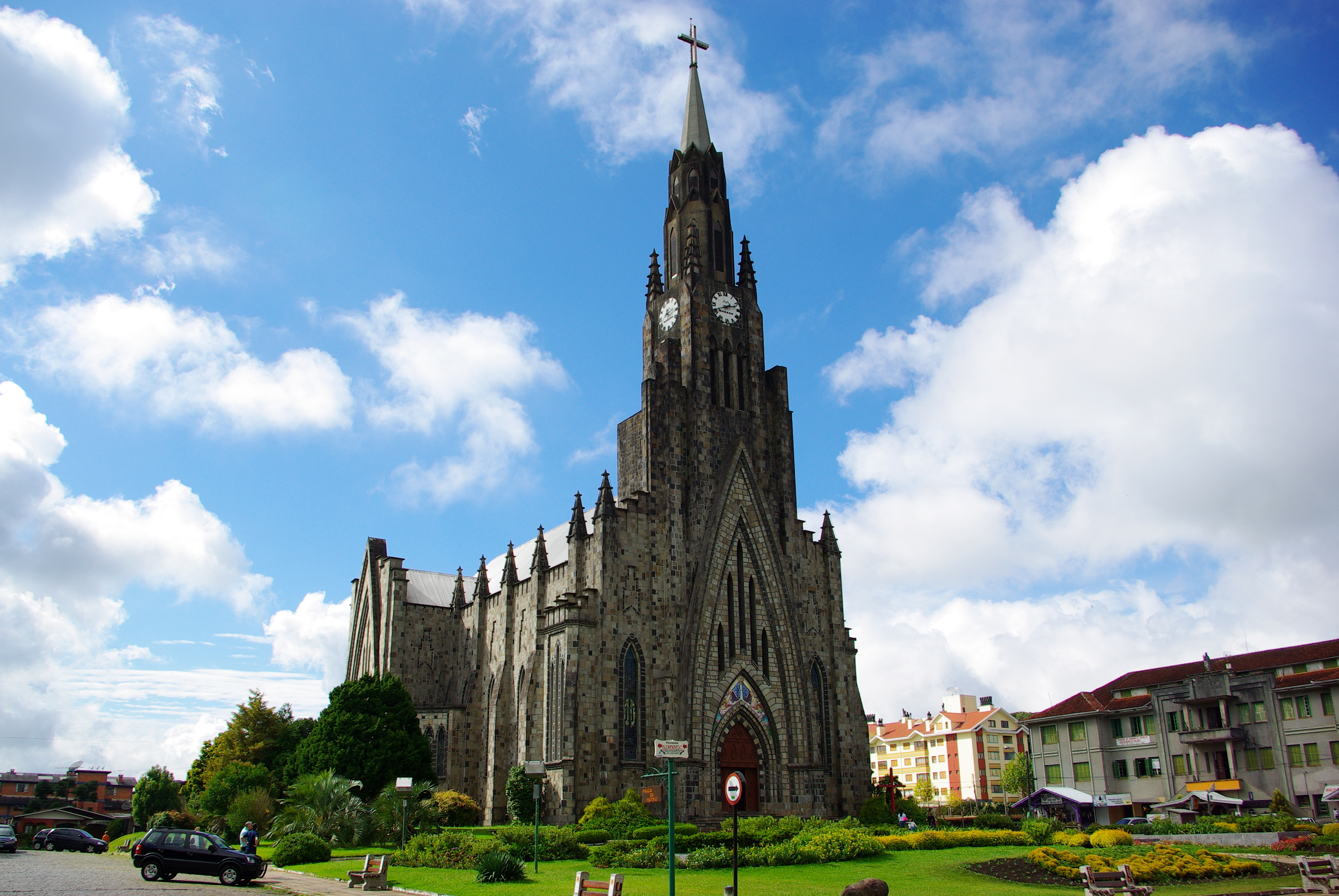
Catedral Nossa Senhora de Lourdes, una de las atracciones turísticas de Canela
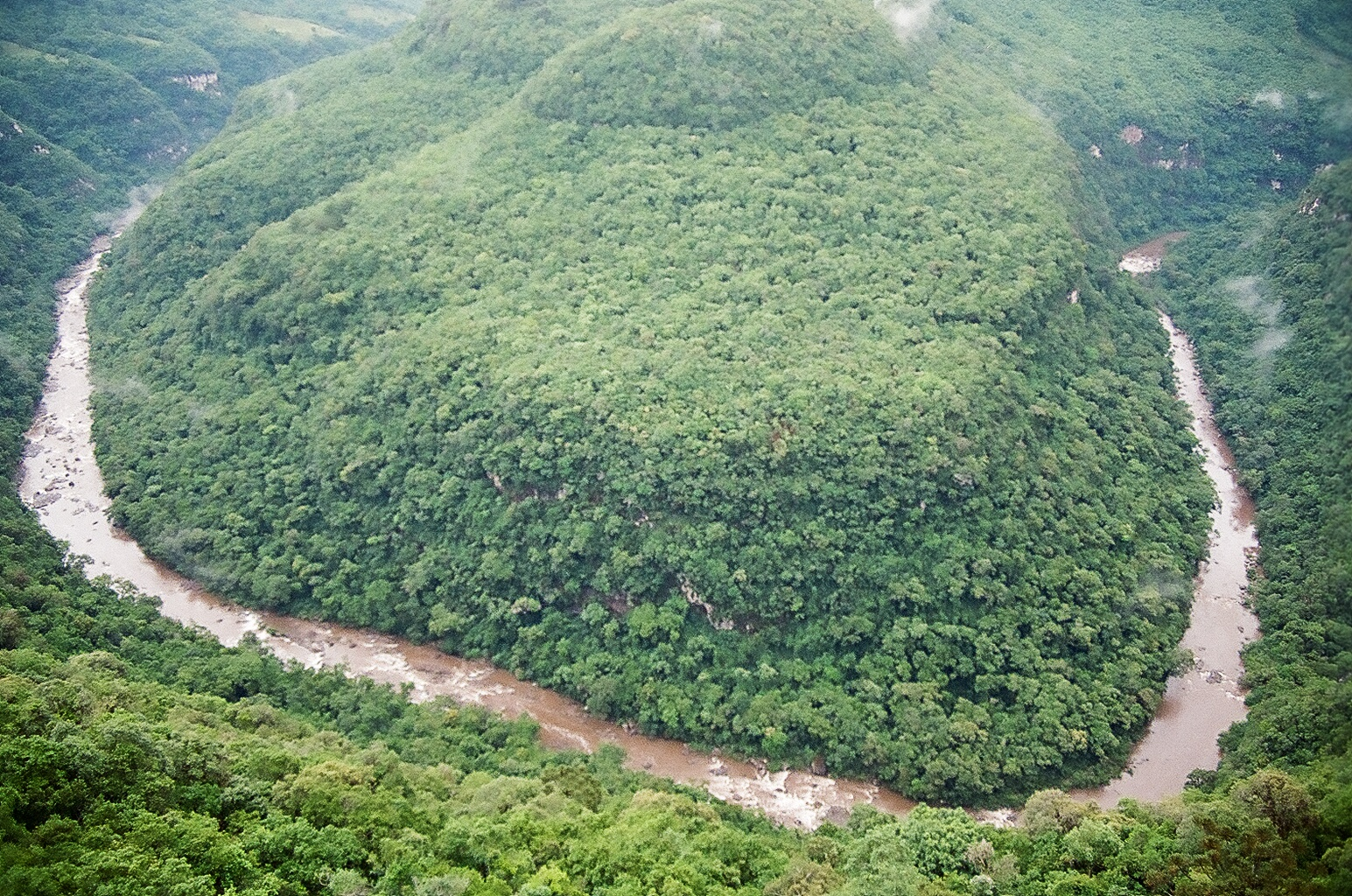
Parque da Ferradura, en Canela.